# Lescheder Keienvenn
Die Lescheder Keienvenn ist ein Naturschutzgebiet in der niedersächsischen Einheitsgemeinde Emsbüren im Landkreis Emsland.
Das Naturschutzgebiet mit dem Kennzeichen NSG WE 047 ist 5 Hektar groß. Es liegt nordwestlich von Emsbüren und stellt ein Flachmoor unter Schutz. Das Moor ist von Weiden und Röhricht bewachsen und wird von Kiefern umgeben. Das Naturschutzgebiet ist vollständig von landwirtschaftlichen Nutzflächen umgeben.
Etwas westlich liegt das Naturschutzgebiet „Lescheder Venne“.
Das Gebiet steht seit dem 15. September 1967 unter Naturschutz. Zuständige untere Naturschutzbehörde ist der Landkreis Emsland.